# Club de Fútbol Lobos de Querétaro
El Club de Fútbol Lobos de Querétaro fue un equipo de fútbol mexicano que jugó en la Tercera y la Segunda división mexicana. Tuvo como sede la ciudad de Querétaro, México.

## Historia
Al final de la temporada 1970-1971 Lobos conquistó el título y el ascenso a Segunda división mexicana. Empató con el Tecnológico de Celaya a cero goles en el partido de vuelta, luego de ganar 4-1 en el partido de ida, en ese entonces eran dirigidos por el exjugador del Guadalajara Héctor Hernández.
Así los planes de los dirigentes del "Lobo" fueron de reforzar más el equipo. No conformes con lo realizado hubo firme convicción de lcuhar por un buen sitio en la segunda división y hacer posible poner su máximo esfuerzo en su lucha por el ascenso a la primera división.
En la temporada 1970-1971 pelearía por el ascenso contra equipos como La Piedad, Ciudad Victoria, Nacional, Universitario de Nuevo León, Tampico, Querétaro, Naucalpán, Unión de Curtidores, Universidad Veracruzana, Zamora, Ciudad Madero, Tepic, Salamanca, Cuautla, Atlético Morelia y Cuernavaca.
En la segunda división tuvieron como técnico a Jorge "Indio" Solari

## Palmarés
- Tercera División de México (1): 1970-1971

- Datos: Q1867100